# キヌレニナーゼ
キヌレニナーゼ（英: KYNU）は、トリプトファンを代謝する経路の一つであるキヌレニン経路で働く加水分解酵素。

## 反応
キヌレニナーゼはキヌレニン経路において以下の反応に関わっており、補酵素としてPLP (VB6) を使用する。
L-キヌレニン + H2O = アントラニル酸 + L-アラニン
3-ヒドロキシ-L-キヌレニン + H2O = 3-ヒドロキシアントラニル酸 + L-アラニン